# Leonidas Pyrgos
Leonidas Pyrgos (n. 1874, Mantinia Municipal Unit⁠(d), Peloponez, Grecia de Vest și Insulele Ionice⁠(d), Grecia – d. secolul al XX-lea) a fost un scrimer grec, medaliat olimpic. A participat la o ediție a Jocurilor Olimpice (1896) în care a câștigat o medalie de aur.

## Participări
Lista de mai jos prezintă principalele competiții la care a participat Leonidas Pyrgos de-a lungul carierei.
- Floretă masculin maeștri la Jocurile Olimpice de vară din 1896